# Orri (agrume)
Pour les articles homonymes, voir Orri (homonymie).
Hybride
Parent  A  de l'hybridation 
   ''Temple' (Citrus x tangor)'  
×

Parent  B  de l'hybridation 
   mandarine 'Kinnow'  
Classification phylogénétique
Orri est une variété de mandarine du genre Citrus.

## Histoire
L'agrume Orri est issu, par mutation induite par irradiation gamma, du cultivar Orah, une obtention de l'institut de recherche agricole Volcani, en Israël, due aux agronomes Pinhas Spiegel-Roy et Aliza Vardi, et présentée comme un hybride entre la mandarine Dancy et le tangor Temple, et toujours régulièrement mentionnée dans la littérature scientifique comme étant issu de ces parents. Une analyse génétique de 2015 montre toutefois que Orah est plus probablement issu de l'hybridation du tangor Temple avec la mandarine Kinnow.
Cultivée d'abord en Israël, elle a été introduite dans l'Union Européenne à la suite de sa certification en 2013. Elle est désormais cultivée commercialement en Espagne, où en 2016, 26 000 tonnes ont été récoltées.
Orri est une obtention protégée, qui ne peut être cultivée commercialement qu'avec la licence des détenteurs des droits sur cette variété. Des contrevenants à cette règle, ayant planté des vergers de cette variété sans licence, ont été poursuivis et parfois condamnés à des peines de prison.

## Caractéristiques gustatives
C'est un fruit de fin d'hiver, doux, à peau facile à peler, à texture agréable et au goût équilibré. Du fait de ses qualités organoleptiques remarquables et de sa maturité tardive, ce fruit a connu dans les dernières décennies un succès considérable dans l'agrumiculture européenne.